# منطقه ۵۱
منطقهٔ ۵۱ (به انگلیسی: Area 51) یا گروم لِیک (به انگلیسی: Groom Lake) یک منطقهٔ نظامی فوق‌سری در ۱۳۰ کیلومتری شمال‌غربی لاس وگاس ایالت نوادا در ایالات متحدهٔ آمریکا است.
گفته می‌شود که هدف این پایگاه نظامی آزمایش سامانه‌های نوین پروازی و جنگ‌افزار‌های فوق‌سری است. دولت فدرال ایالات متحدهٔ آمریکا آن را بخشی از پایگاه نیروی هوایی ادواردز معرفی می‌کند. اما ماهیت، ماموریت‌ها و اهداف این پایگاه فوق‌سری، تا امروز نامعلوم است و هویت و تعداد کارکنان آن هم مشخص نیست. 

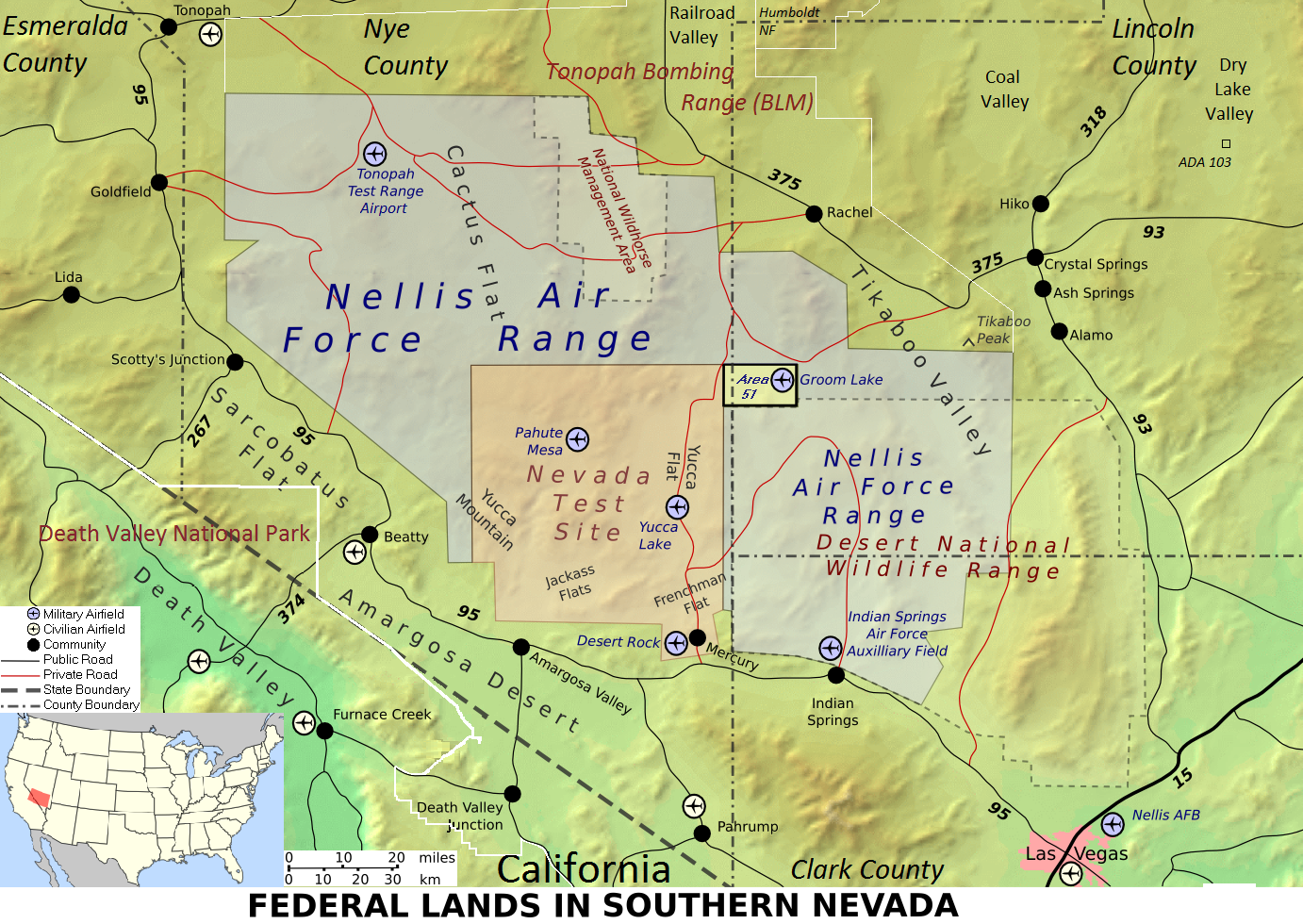
منطقهٔ ۵۱ در میانهٔ چند پایگاه نظامی دیگر قرار دارد و در این نقشه با رنگ زرد نشان داده شده‌است.

دولت آمریکا اطلاعات رسمی بسیار ناچیزی را در مورد این پایگاه منتشر کرده‌است. مانند بسیاری از پایگاه‌های نظامی آمریکا در این کشور، مشخص نیست چه استفاده‌ای از این پایگاه می‌شود. ورود یا نزدیک شدن به این پایگاه، چه زمینی و چه از مرز هوایی، ممنوع است. پنهان‌کاری و محرمانه بودن فوق‌العاده‌ای که در مورد این پایگاه اعمال می‌شود باعث شده تا شایعات و تئوری‌های توطئه زیادی در مورد آن بر سر زبان‌ها باشد.
در سال ۲۰۱۳ میلادی آژانس اطلاعات مرکزی (سیا) گزارشی رسمی در مورد تاریخچه لاکهید یو-۲ هواپیمای شناسایی آمریکایی دوران جنگ سرد را منتشر کرد که طی آن وجود منطقه ۵۱ به‌طور رسمی تأیید شده بود. این گزارش ادعا می‌کرد که در دههٔ ۱۹۵۰ میلادی و دههٔ ۱۹۶۰ میلادی، دلیل خیلی از گزارش‌هایی که در مورد بشقاب‌پرنده‌ها از سوی مردم منتشر شده بود به پرواز هواپیمای جاسوسی لاکهید یو-۲ و هواپیمایی دیگر مربوط می‌شد. گفته می‌شود افزون بر لاکهید یو-۲ هواپیماهای دیگر از جمله لاکهید اس آر-۷۱، و لاکهید اف-۱۱۷ نایت‌هاوک هم در این منطقه، آزمایش شده‌اند.

## ادعاهای عجیب
نخستین فرضیه‌ها دربارهٔ این پایگاه از سال ۱۹۸۹به بعد میلادی آغاز شد که مردی به نام باب لازار در مصاحبه با یک تلویزیون آمریکایی گفت که او فیزیکدانی است که در این منطقه کار کرده‌است. او گفته بود در طرح پیاده کردن یک بشقاب‌پرنده حضور داشته و اسناد دولتی دربارهٔ حضور موجودات فرازمینی روی زمین را خوانده‌است.
البته او هیچ سند و مدرکی برای این ادعاها ارائه نکرد و کسی هم مدرک دانشگاهی او در رشتهٔ فیزیک را ندیده‌است.
مخفی‌کاری دولت آمریکا دربارهٔ «منطقهٔ ۵۱» به اندازه‌ای بوده که طی سال‌ها باعث ایجاد افسانه‌های بسیاری شده‌است.
از میان این گفته‌ها ادعاهای مشهوری وجود دارند، مانند نگهداری بقایای یک سفینهٔ موجودات فضایی که ادعا شده در ۱۹۴۷ میلادی در رازول، نیومکزیکو سقوط کرد.
در دههٔ ۱۹۹۰ میلادی دولت آمریکا اعلام کرد آنچه که سقوط کرده، یک بالون شناسایی برای آزمایش هسته‌ای بوده‌است.
اما با اینحال، شایعه‌ها کم نشدند.
سایر ادعاها:
این پایگاه نظامی، محل تماس دولت آمریکا با موجودات فضایی است.
این پایگاه، مرکز آزمایش فناوری‌های با منشاء فرازمینی است.
در این پایگاه آزمایش‌های کنترل آب‌وهوا انجام می‌شود.
این پایگاه محل آزمایش پروژهٔ آورورا است.
انجام تحقیقات و آزمایش‌ها درباره سفر در زمان در منطقه ۵۱.

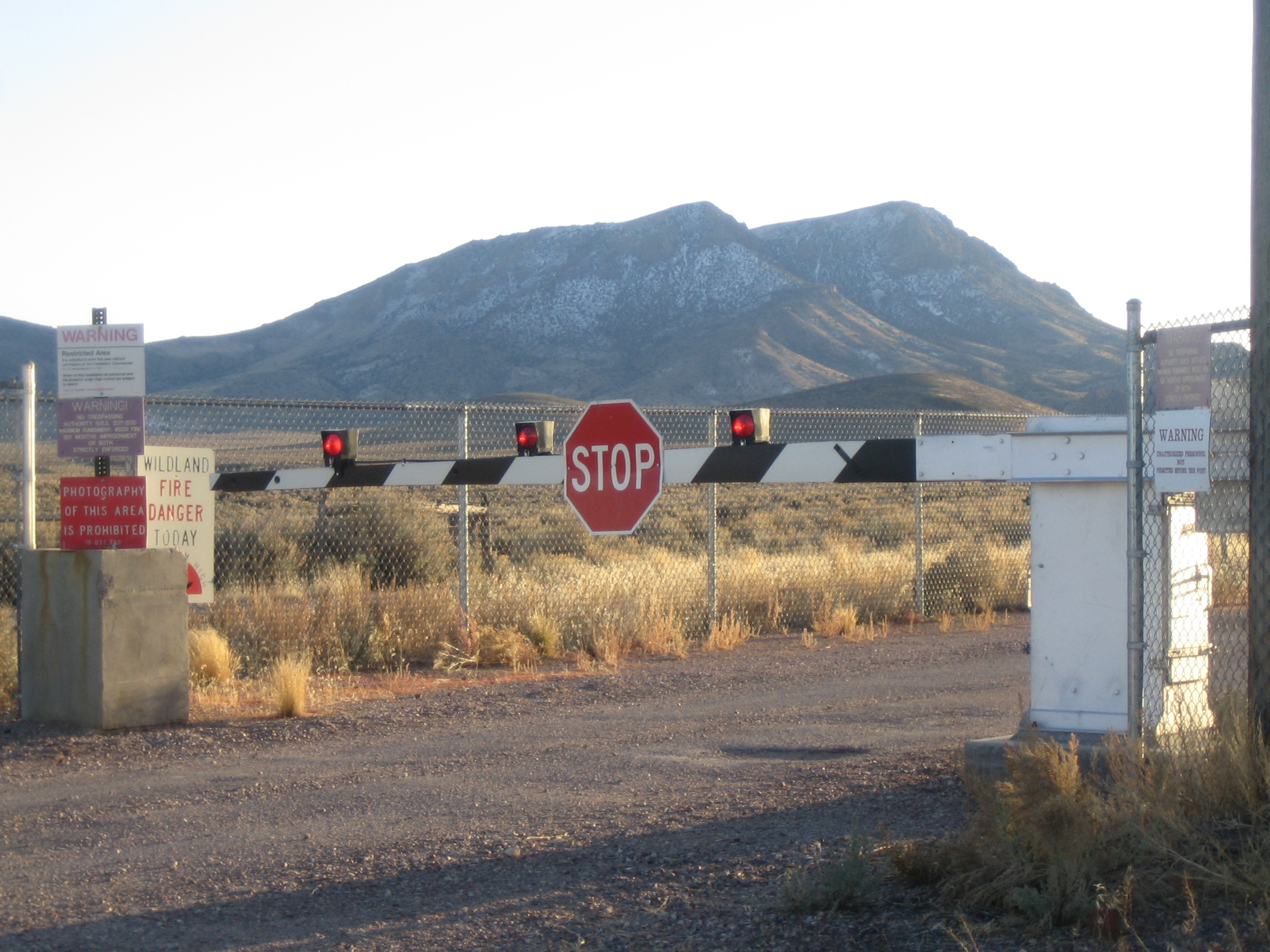
ورودی منطقهٔ ۵۱ که به مردم هشدار می‌دهد نزدیک نشوند.

انجام تحقیقات و آزمایش‌ها درباره دورنوردی در منطقه ۵۱.

## اذعان به وجود منطقهٔ ۵۱
سازمان اطلاعات مرکزی آمریکا (سی‌آی‌اِی) در سندی دربارهٔ تاریخچهٔ برنامهٔ هواپیماهای جاسوسی لاکهید یو-۲ که در اوت ۲۰۱۳ از حالت محرمانه خارج شده، رسماً به وجود یک مرکز آزمایشی به نام «ناحیهٔ ۵۱» که برای چند دهه، موضوع کنجکاوی‌های فراوان بود اذعان کرد.
این سند که یک دانشگاه در آمریکا آن را به‌دست آورده، خرید محوطه‌ای در ایالت نوادا در سال ۱۹۵۵ میلادی را برای آزمایش این هواگردهای شناسایی توضیح می‌دهد. این قطعهٔ بیابانی دورافتاده در اطراف «دریاچهٔ گروم» پس از بررسی هوایی آژانس اطلاعات مرکزی (سیا) و نیروی هوایی آمریکا به دلیل نزدیکی آن به یک مرکز آزمایش اتمی انتخاب شد. دوایت آیزنهاور (رئیس‌جمهور آن هنگام ایالات متحدهٔ آمریکا) دستور کسب آن را امضا کرد.
معلوم نیست که چطور دولت آمریکا ناگهان تصمیم به افشای وجود این پایگاه گرفته‌است.
در این سند آمده که آزمایش لاکهید یو-۲ در دههٔ ۱۹۵۰ در ارتفاعی بسیار بالاتر از هواپیماهای مسافربری در آن زمان باعث «افزایش بسیار شدید گزارش‌ها از دیده شدن اشیای ناشناس پرنده (بشقاب پرنده‌ها) شد.»
درخواست نخست برای افشای بخش‌های سیاه شده سند در سال ۲۰۰۵ (میلادی) به «آرشیو امنیت ملی» در دانشگاه جرج واشینگتن در شهر واشینگتن، دی.سی. ارائه شده بود.

## گوگل مپ
قبل‌ها که دولت آمریکا وجود منطقه ۵۱ را انکار می‌کرد، با جست‌وجوی نام این پایگاه نظامی در گوگل مپس، کاربر به جاهای بی‌ربط هدایت می‌شد، اما زمانی دولت آمریکا وجود چنین پایگاهی را تایید کرد، مردم توانستند آن را در نقشهٔ گوگل مپس مشاهده کنند.

## دادخواست حقوقی
در سال ۱۹۹۴ میلادی، عده‌ای با استناد به اندازه‌گیری‌های علمی از مواد غیرمجاز و شیمیایی در نزدیکی منطقهٔ ۵۱، از دولت آمریکا ادعای خسارت مالی کرده و به دیوان عالی ایالات متحدهٔ آمریکا شکایت بردند. دیوان عالی شکایت را ناوارد دانست.

## فراخوان ورود به پایگاه
در ژوئن ۲۰۱۹، یک فراخوان در فیس‌بوک از مردم خواست تا در تاریخ ۲۰ سپتامبر ۲۰۱۹ مقابل این پایگاه تجمع کنند و از آنجا وارد پایگاه شوند تا از همهٔ اسرار آن سر در بیاورند. تا ژوئیهٔ ۲۰۱۹ نزدیک به ۱٫۵ میلیون نفر به این فراخوان پاسخ مثبت دادند. اما نیروی هوایی ایالات متحده آمریکا از مردم خواسته‌است تا از نزدیک شدن به این منطقه، خودداری کنند.

## در فرهنگ و هنر
در سریال‌ها و فیلم‌های سینمایی بارها به منطقهٔ ۵۱ اشاره شده‌است.
- فیلم سینمایی پل (۲۰۱۱)
- فیلم سینمایی روز استقلال (۱۹۹۶)
- فیلم سینمایی ایندیانا جونز و قلمرو جمجمه بلورین
- فیلم سینمایی منطقهٔ ۵۱
- پویانمایی سیارهٔ ۵۱
- مجموعه تلویزیونی دروازهٔ ستارگان اس‌جی-۱
- مجموعه تلویزیونی پرونده‌های ایکس
- مجموعه تلویزیونی پروژه کتاب آبی
- سریال علمی-تخیلی سیلو:Silo محصول سال ۲۰۲۳

چند بازی ویدئویی هم با این نام ساخته شده‌اند.